# Torsió d'una connexió
En geometria diferencial, la idea de torsió és una manera de caracteritzar un gir o cargol d'un marc mòbil al voltant d'una corba. Per exemple, torsió d'una corba, que apareix a les fórmules de Frenet–Serret, quantifica el moviment de la corba al voltant del seu vector tangent a mesura que la corba avança. En la geometria de superfícies, la torsió geodèsica descriu com una superfície gira al voltant d'una corba sobre la superfície.